# سكيني (مغن راب)
سامي حامد (من مواليد 16 مارس 1990)، والمعروف باسم سكيني (طريقة الكتابة  kinny$)، هو مغني راب أمريكي من أصل سعودي ولد في الرياض في السعودية.

## النشأة
ولد سامي حامد في الرياض بالمملكة العربية السعودية لأم أمريكية وأب سعودي، التقى والديه في كاليفورنيا. بعد انفصالهما، أمضى سكيني الصيف مع والدته في لوس أنجلوس. وبينما عرّضته عائلته لأنواع مختلفة من الموسيقى مثل نيرفانا، فقد اكتشف الراب في لوس أنجلوس عن غير قصد وهو يشتري قرصًا مضغوطًا يحتوي على موسيقى من 50 سنت، والذي أصبح أحد أكبر مؤثراته.

## المسيرة المهنية
أصدر ألبومه الموسيقي الأول "Ghetto Disneyland" في 7 أبريل 2014. تلقى الشريط المختلط مراجعات إيجابية، حيث أشادوا بكلماته وكون الشريط الموسيقي ينتج في الغالب ذاتيًا. في 13 مايو 2015 أصدر مقطع فيديو موسيقيًا لأغنيته المنفردة الأولى "Ride" من ألبومه 1999 Parachutes.
في 19 يوليو 2019 أصدر سكيني الأغنية والفيديو الموسيقي لـ"Never Snitch (Alhumdulilah)". الأغنية مخططة على أبل ميوزك الشرق الأوسط، وهي موجودة على يوتيوب. في 13 سبتمبر 2019، أصدر سكيني ألبومه Thank You For Nothing. وصل الألبوم إلى ذروته في المرتبة الأولى على أبل ميوزك الشرق الأوسط. 

## الكاتالوج الموسيقي
ألبومات الاستوديو
- Ghetto Disneyland (2014)
- 1999 Parachutes (2016)
- Thank You For Nothing (2019)
- Have A Nice Trip (2022)

الفردي 
- Ride (2015)
- Spaceships In the Sky (2015)
- Living Like (مع Skeme) (2015)
- Cookies & Swisher Sweets (2016)
- Best Friends (2016)
- Wonderful (2016)
- Drugs (2017)
- Night Shift (2017)
- Gra$$ (2017)
- No Problems (2018)
- Enemies (2018)
- Blessings (feat. Liife) (2018)
- Pass Out (2018)
- Never Snitch (2019)
- My Blocka (2020)
- Saudi Most Wanted (2022)
- Tamam (feat. Fat Money) (2022)
- Salam (مع سويز بيتز وفرنتش مونتانا) (2022)

مسرحيات طويلة
- Late Night Blvd - EP (2017)